# Diaphoromactra versicolor
Diaphoromactra versicolor is een tweekleppigensoort uit de familie van de Mactridae. De wetenschappelijke naam van de soort is voor het eerst geldig gepubliceerd in 1887 door Tate.